# Neptuno en la ficción

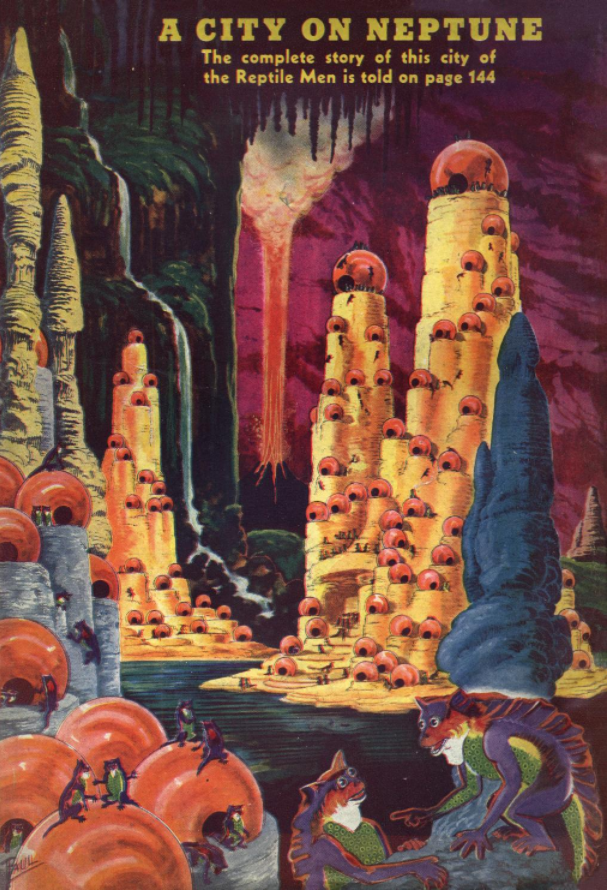
A City on Neptune («Una ciudad en Neptuno») de Frank R. Paul. Contraportada de Amazing Stories, marzo de 1941.

Neptuno ha aparecido en la ficción desde poco después de su descubrimiento en 1846, aunque con poca frecuencia. Inicialmente hizo apariciones indirectas, por ejemplo, a través de sus habitantes, en lugar de como un escenario. Las primeras historias ambientadas en el propio Neptuno lo describían como un planeta terrestre en lugar de tener su composición gaseosa real; trabajos posteriores rectificaron este error. La vida extraterrestre en Neptuno es poco común en la ficción, aunque las excepciones van desde humanoides hasta formas de vida gaseosas. La luna más grande de Neptuno, Tritón, también ha aparecido en la ficción, especialmente a finales del siglo XX en adelante.

## Neptuno
Neptuno fue descubierto en 1846 y desde entonces solo ha aparecido ocasionalmente en la ficción; en el catálogo de obras tempranas de ciencia ficción compilado por E. F. Bleiler y Richard Bleiler en las obras de referencia Science-Fiction: The Early Years de 1990 y Science-Fiction: The Gernsback Years de 1998, Neptuno aparece en 9 (de 2475) y 18 (de 1835) obras respectivamente, en comparación con 194 para Marte en la ficción y 131 para Venus en la ficción solo en The Gernsback Years. Brian Ash escribe en The Visual Encyclopedia of Science Fiction que «Neptuno se ha pasado por alto en gran medida en el género», y Richard L. McKinney lo describe como «territorio inexplorado» en The Greenwood Encyclopedia of Science Fiction and Fantasy. The Encyclopedia of Science Fiction atribuye esto en parte a su fecha relativamente tardía de descubrimiento, Brian Stableford escribe en Science Fact and Science Fiction: An Encyclopedia que su ubicación remota fue un factor importante, y el estudioso de ciencia ficción Gary Westfahl postula que las condiciones ambientales presuntamente duras del planeta hicieron que no fuera atractivo para los escritores usarlo como escenario.

### Representaciones tempranas
La primera vez que se mencionó a Neptuno en una obra de ficción, entonces llamada «planeta de Leverrier» en honor al astrónomo Urbain Le Verrier, cuyos cálculos orbitales llevaron al descubrimiento del planeta, fue en la novela de 1848 The Triumphs of Woman de Charles Rowcroft, donde un habitante del planeta visita la Tierra. Neptuno generalmente se omitió en el subgénero de las obras que visitaban múltiples ubicaciones en el sistema solar que aparecían en este tiempo, aunque hizo algunas apariciones indirectas en obras que no estaban ambientadas allí. La comunicación sobrenatural con sus habitantes aparece en la novela de 1892 de Marie Corelli El alma de Lilith. En el cuento de 1897 «La estrella» de H. G. Wells, un evento de impacto hace que Neptuno se convierta en una estrella y lo ponga en curso de colisión con la Tierra. En la novela de Robert William Cole de 1900 The Struggle for Empire: A Story of the Year 2236, descrita por el estudioso de la ciencia ficción E. F. Bleiler como la primera ópera espacial y por Westfahl como la primera aparición de un imperio galáctico, la vecindad de Neptuno es el sitio de una batalla entre el Imperio británico que ha llegado a gobernar el Sistema Solar y las fuerzas de un imperio rival centrado en Sirio.

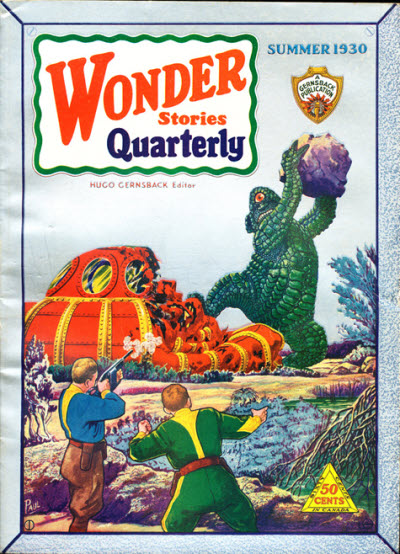
«Los monstruos de Neptuno» de Henrik Dahl Juve ilustrada por Frank R. Paul en la portada de Wonder Stories Quarterly, verano de 1930.

Los primeros trabajos representaban incorrectamente a Neptuno como un planeta sólido y, por lo tanto, varias historias incluyen expediciones humanas a su superficie. La historia más antigua en la que el propio Neptuno aparece directamente como escenario es el cuento de 1929 «A Baby on Neptune» de Clare Winger Harris y Miles J. Breuer, donde el planeta está cubierto de hielo. También aparece en el cuento de 1930 «Los monstruos de Neptuno» de Henrik Dahl Juve, esta vez con un clima tropical. La vida extraterrestre en Neptuno, aunque poco común, aparece en algunas historias; «A Baby on Neptune» presenta formas de vida gaseosas y criaturas grotescas de «The Monsters of Neptune», mientras que Neptune en la novela de 1932 The Vanguard to Neptune de J. M. Walsh está poblado por humanoides. En el cuento de 1930 «The Universe Wreckers» de Edmond Hamilton, los antiguos habitantes de Neptuno han dejado el planeta por su luna Tritón debido a cambios ambientales. El concepto de Neptuno convirtiéndose en una estrella de la historia «La estrella» de Wells fue reutilizado en el cuento de 1932 «Raiders of the Universes» de Donald Wandrei, aunque en este caso procede a abandonar el Sistema Solar en lugar de dirigirse hacia su centro.
La aparición más significativa de Neptuno en la ficción de esta época se encuentra en la novela de 1930 últimos y primeros hombres de Olaf Stapledon, que describe la historia futura de la humanidad a lo largo de 2000 millones de años en varias especies secuenciales desde el primer hombre hasta el decimoctavo. En la historia, Neptuno se convierte en el refugio de los Octavos Hombres en un futuro lejano cuando el Sol se expande. Este punto de la trama reaparecería más tarde en el cuento corto de 1934 «Crepúsculo» de John W. Campbell y su secuela de 1935 «Night». Sin embargo, después de esto, dice Stableford, Neptuno «volvió a retirarse a la oscuridad a medida que la ciencia ficción pulp se volvía más sofisticada».

### Representaciones posteriores
Una vez que se supo más acerca de Neptuno a través de los avances en la ciencia planetaria, los escritores de ficción comenzaron a describirlo con mayor precisión como un planeta gaseoso. Así, el cuento de Alexei Panshin de 1969 «Un domingo en Neptuno» describe un viaje a la atmósfera de Neptuno, y el cuento de Alex Irvine de 2003 «Shepherded by Galatea» presenta la extracción de recursos naturales en la atmósfera. En la novela Macroscopio de 1969 de Piers Anthony, Neptuno se convierte en una nave mundial, y en la película Event Horizon de 1997, la nave espacial titular está a la deriva en la órbita neptuniana. El planeta también aparece en el cuento de Jack Williamson de 1985 «At the Human Limit», el cuento de Gregory Feeley de 1986 «Neptune's Reach», las aventuras del superhéroe de historietas Superman, la serie de televisión Doctor Who y el videojuego Descent.

## Tritón
La luna más grande de Neptuno, Tritón, fue descubierta menos de un mes después que el planeta. Algunas obras de la década de 1930 mostraban a humanos yendo a Tritón en busca de minerales en el cuento de 1932 de Roman Frederick Starzl «El satélite de energía» y un hogar permanente en el cuento de 1930 de John R. Pierce «Las reliquias de la Tierra». En la década de 1950, la luna apareció en el cuento de Margaret St. Clair de 1950 «The Pillows» y en la novela de Alfred Bester de 1956 Las estrellas, mi destino, aunque llamada «Lassell» en esta última, en honor a su descubridor William Lassell. A fines del siglo XX, comenzó a recibir más atención de los escritores de ciencia ficción que el propio Neptuno. El principal trabajo de este tipo es la novela Tritón de Samuel R. Delany de 1976 (a.k.a. Trouble on Triton: An Ambiguous Heterotopia) que representa las sociedades futuras que viven allí. La novela A Thunder on Neptune de Gordon Eklund de 1989 está ambientada parcialmente en Tritón y presenta una expedición exobiológica a Neptuno. En la novela de 1994 Neptune Crossing de Jeffrey Carver, un extraterrestre en Tritón ayuda a la humanidad a evitar un evento de impacto.